# Décembre 1850
Cette page présente les faits marquants du mois de décembre 1850.

## Événements
- Début de la rébellion Taiping en Chine contre la dynastie Mandchou (fin en 1864).

## Naissances
- 13 décembre : Edward John Nanson (mort en 1936), mathématicien australien.
- 22 décembre : Constantin Fahlberg (mort en 1910), chimiste russe.

## Décès
- 4 décembre : William Sturgeon (né en 1783), scientifique et inventeur anglais.
- 10 décembre : François Sulpice Beudant (né en 1787), minéralogiste et géologue français.
- 28 décembre : Heinrich Christian Schumacher (né en 1780), astronome, géodésien et éditeur allemand.